# Josué Canales
Elvin Josué Canales Escoto (* 5. September 2001) ist ein honduranisch-spanischer Leichtathlet, der sich auf den Mittelstreckenlauf spezialisiert hat und der seit Juni 2024 international für Spanien startberechtigt ist.

## Sportliche Laufbahn
Erste Erfahrungen bei internationalen Meisterschaften sammelte Josué Canales im Jahr 2017, als er für Honduras startend bei den U18-Weltmeisterschaften in Nairobi mit 48,21 s im Halbfinale im 400-Meter-Lauf ausschied. Im Jahr darauf nahm er über 800 Meter an den Olympischen Jugendspielen in Buenos Aires teil und gelangte dort auf Rang 16. 2020 siegte er in 2:01,30 min im 800-Meter-Lauf bei den Zentralamerikameisterschaften in San José und sicherte sich in 4:05,46 min auch die Goldmedaille über 1500 Meter. 2024 nahm er für Spanien an den Olympischen Sommerspielen in Paris teil und schied dort mit 1:44,65 min in der Hoffnungsrunde aus. Im Jahr darauf belegte er bei den Halleneuropameisterschaften in Apeldoorn in 1:45,88 min den fünften Platz, nachdem er zuvor den spanischen Landesrekord auf 1:44,65 min verbesserte. Kurz darauf gewann er bei den Hallenweltmeisterschaften in Nanjing in 1:45,03 min die Bronzemedaille hinter dem US-Amerikaner Josh Hoey und Eliott Crestan aus Belgien.

## Persönliche Bestzeiten
- 400 Meter: 47,68 s, 6. Juni 2021 in Igualada
- 800 Meter: 1:44,49 min, 23. Juni 2024 in Guadalajara (honduranischer Rekord)
  - 800 Meter (Halle): 1:44,65 min, 19. Januar 2025 in Luxemburg (spanischer Rekord)
- 1500 Meter: 4:05,46 min, 29. Dezember 2020 in San José
  - 1500 Meter (Halle): 3:58,56 min, 10. Januar 2020 in Sabadell (honduranischer Rekord)